# George Humphrey Middleton
Sir George Humphrey Middleton KCMG (* 21. Januar 1910; † 12. Februar 1998) war ein britischer Diplomat.

## Leben
George Humphrey Middleton studierte von 1920 bis 1928 am St. Lawrence College, Ramsgate, and Magdalen College, Oxford. 1932 studierte er an der Universität Freiburg im Deutschen Reich und an der Universität Barcelona. George Humphrey Middleton trat 1933 in den auswärtigen Dienst. 1934 heiratete er Elizabeth Rosalie Okeden Pockley. Er machte sein Praktikum als Vizekonsul in Buenos Aires.
1935 war er als Botschaftssekretär dritter Klasse Geschäftsträger in Asunción, Paraguay. Von 1944 bis 1945 war er Botschaftssekretär in Washington, D.C.
Von 28. Januar bis 31. Oktober 1952 war er Geschäftsträger in Teheran, als in der Abadan-Krise die Ausbeutung der persischen Ölvorkommen Neuverhandelt wurden.
Von 1953 bis 1956 war er Stellvertreter des Hochkommissar in Neu-Delhi. Von 1956 bis 1958 war er Botschafter in Beirut. 1958 wurde er als Knight Commander des Order of St Michael and St George zum Ritter geschlagen.
Von 1961 bis 1964 war er Botschafter in Buenos Aires. Von 1964 bis 1965 war er Botschafter in Kairo in Ägypten, das unter Gamal Abdel Nasser als Vereinigte Arabische Republik bezeichnet wurde.